# Phenacoccus stipae
Phenacoccus stipae är en insektsart som beskrevs av Nurmamatov 1986. Phenacoccus stipae ingår i släktet Phenacoccus och familjen ullsköldlöss. Inga underarter finns listade i Catalogue of Life.